# Landsdómur
Der Landsdómur („Landesgericht“) ist ein Sondergerichtshof in Island. Ähnliche Gerichte gibt es im dänischen und norwegischen Staatsrecht.

## Geschichte und Zusammensetzung
Die Institution des Landsdómur wurde 1905 geschaffen, als Island noch dänische Kolonie war. Die Rechtsgrundlage des Landsdómur ist heute Artikel 14 der isländischen Verfassung von 1944. Ein Ausführungsgesetz (Lög um landsdóm, Gesetz Nr. 3/1963) wurde 1963 erlassen.
Das Mandat des Landsdómur umfasst die Ahndung von Amtsverletzungen amtierender oder abgelöster isländischer Regierungsmitglieder. Das Gericht kann Geld- und Gefängnisstrafen verhängen.
Dem Landsdómur gehören fünfzehn Personen an: fünf Richter des Obersten Gerichtshofs (Hæstiréttur), der Vorsitzende des Landgerichts Reykjavík (Dómstjórinn í Reykjavík), ein Professor für Verfassungsrecht der Universität Island (Háskóli Íslands) und acht Mitglieder, die vom Parlament für eine Amtszeit von sechs Jahren gewählt werden. Den Vorsitz führt der Präsident des Obersten Gerichtshofs.

## Verfahren gegen Geir Haarde
Am 28. September 2010 stimmte das isländische Parlament dafür, den Landsdómur zum ersten Mal in der isländischen Geschichte einzuberufen. Die Abgeordneten stimmten mit knapper Mehrheit für die Anklageerhebung gegen den früheren Ministerpräsidenten Geir Haarde (Unabhängigkeitspartei). Ihm werden schwere Verfehlungen im Vorfeld der Finanz- und Wirtschaftskrise vorgeworfen, die 2008 zum vollständigen Zusammenbruch des isländischen Bankensystems führten. Haarde war im Januar 2009 von seinem Amt zurückgetreten. Das Parlament entschied gleichzeitig, dass gegen drei ehemalige Minister der früheren Regierung keine Anklage erhoben werden soll.
Im April 2012 erging das Urteil des Landsdómur gegen Haarde. Er wurde nur in einem der vier Anklagepunkte schuldig gesprochen: Haarde habe während der Krise die Regierung nur unzureichend über die Vorgänge informiert. Eine Gefängnisstrafe wie von der Staatsanwaltschaft gefordert lehnte das Gericht allerdings ab.